# کوسه شکاری پایین‌باله
کوسه شکاری پایین‌باله (نام علمی:  Iago sp.A) نام یک گونه از راسته زمین‌کوسه‌سانان است.